# Юханссон, Инге
Йон Инге Вальфрид Юханссон (швед. John Inge Valfrid Johansson, 8 октября 1916, Мальмё — 20 сентября 1966) — шведский шахматист, мастер. Один из сильнейших шахматистов Швеции 1950-х гг. Чемпион Швеции 1958 г. В составе сборной Швеции участник трех шахматных олимпиад (дважды играл на 2-й доске). В период с 1940 по 1958 гг. 13 (по другим данным — 15) раз становился чемпионом Мальмё.
16 сентября 1966 г. перенес инсульт и через четыре дня скончался в больнице.

## Спортивные результаты
| Год  | Город     | Соревнование                               | + | − | = | Результат | Место |
| ---- | --------- | ------------------------------------------ | - | - | - | --------- | ----- |
| 1950 | Дубровник | IX Олимпиада (сборная Швеции, 2-я доска)   | 5 | 5 | 2 | 6 из 12   |       |
| 1952 | Хельсинки | X Олимпиада (сборная Швеции, 1-й запасной) | 3 | 2 | 3 | 4½ из 8   |       |
| 1958 | Векшё     | Чемпионат Швеции                           |   |   |   |           | 1     |
|      | Мюнхен    | XIII Олимпиада (сборная Швеции, 2-я доска) | 2 | 6 | 2 | 3 из 10   |       |